# 趙弘 (嘉靖進士)
趙弘（1495年—？），字鳴重，號南麓，河南開封府鄭州滎陽縣人，民籍，明朝政治人物。

## 生平
嘉靖四年（1525年）乙酉科河南鄉試第八名舉人。嘉靖十四年（1535年）中式乙未科會試第一百六十二名，登第三甲第一百四十名進士。次年六月授山西曲沃县知县，十九年十月选授陕西道试監察御史，二十年十一月实授，督理通会河。挖运怀来，裁抑豪强，坚却常例。功奏，赐白金三十两，锦衣一袭。后以疾在告而卒。

## 家族
曾祖趙寬；祖父趙誌，曾任監生；父趙孔嘉，母楚氏。慈侍下。舅氏楚荆瑞，成化甲辰進士。子赵一范，直隶饶阳主薄。